# Sæbbi
Sæbbi (664-695) was samen met zijn neef Sighere heerser van het Koninkrijk Essex.

## Context
Na de dood van hun oom Swithhelm werden de neven Sighere en Sæbbi aangesteld als nieuwe heersers. Al vlug brak er onenigheid uit. Sighere zwoer bij het heidendom, terwijl Sæbbi koos voor het christendom. Koning Wulfhere van Mercia maakte van de situatie gebruik om opperheer van Essex te worden. In 675 stierf Wulfhere en rond 683 stierf zijn neef Sighere, hij was nu alleenheerser en kon zich nu volledig toeleggen op het kerstenen van zijn volk.
Hij werd bevriend met Cædwalla, koning van Wessex en samen veroverden ze het Koninkrijk Kent in 685/686.
In 694 trad Sæbbi af en werd monnik, hij verdeelde het land onder zijn twee zonen Sigeheard en Swaefred. Zijn andere zoon Swæfheard werd koning van Kent. Sæbbi stierf in 695 en werd begraven in de St Paul's Cathedral (Londen). Hij wordt vereerd als een heilige, zijn feestdag is 29 augustus.